# Microhouse
Microhouse (minimal house) (glitchy tech house) – muzyka wywodząca się z tech house powstała na początku lat 90. XX wieku charakteryzująca się oszczędnym i skompresowanym brzmieniem w przeciwieństwie do bliźniaczych gatunków „mocno uderzeniowych”. Microhouse jest w muzyce house analogicznym stylem muzycznym do stylu minimal techno, odmiana muzyki house wykorzystująca niewiele ścieżek melodycznych i niewielką liczbę sampli. Przykładowi wykonawcy: Ricardo Villalobos, Luciano, Loco Dice, Steve Bug, Jeff Samuel, Martin Buttrich.
Często w utworach tego gatunku pojawiają się elementy muzyki glitch. Microhouse jest protoplastą bardziej popularnego i żywszego tech house'u. Głównymi przedstawicielami nurtu są: Akufen, Matthew Herbert, Michael Mayer, Luomo, Farben czy Pantytec.